# Баризоне III де Торрес
Баризоне III де Торрес (Barisone III de Torres) (1221 — 1235) — судья Логудоро с 1233.
Единственный сын Мариано II де Торреса и его жены Агнезы де Масса, дочери Гильома де Масса.
После смерти отца находился под опекой Орцокко де Серра (Orzocco de Serra) — своего родственника. Тот оказался плохим правителем. В 1235 году жители Сассари, подстрекаемые представителями семей Дориа и Маласпина, подняли восстание и провозгласили коммуну.
Баризоне III и Орцокко де Серра бежали в Сорсо. Там их настигли восставшие и убили. По свидетельству Альберика де Труа-Фонтена, 15-летний судья был казнён с особой жестокостью: ему отрубили руки и ноги.
Мариано II указал в завещании, что если сын умрёт бездетным, патриции Торреса должны будут выбрать юдикессой одну из его дочерей — Аделазию или Бенедетту. В итоге, когда Баризоне III в 1235 году был убит, судьёй Торреса была единодушно провозглашена Аделазия.